# Новик (эсминец)

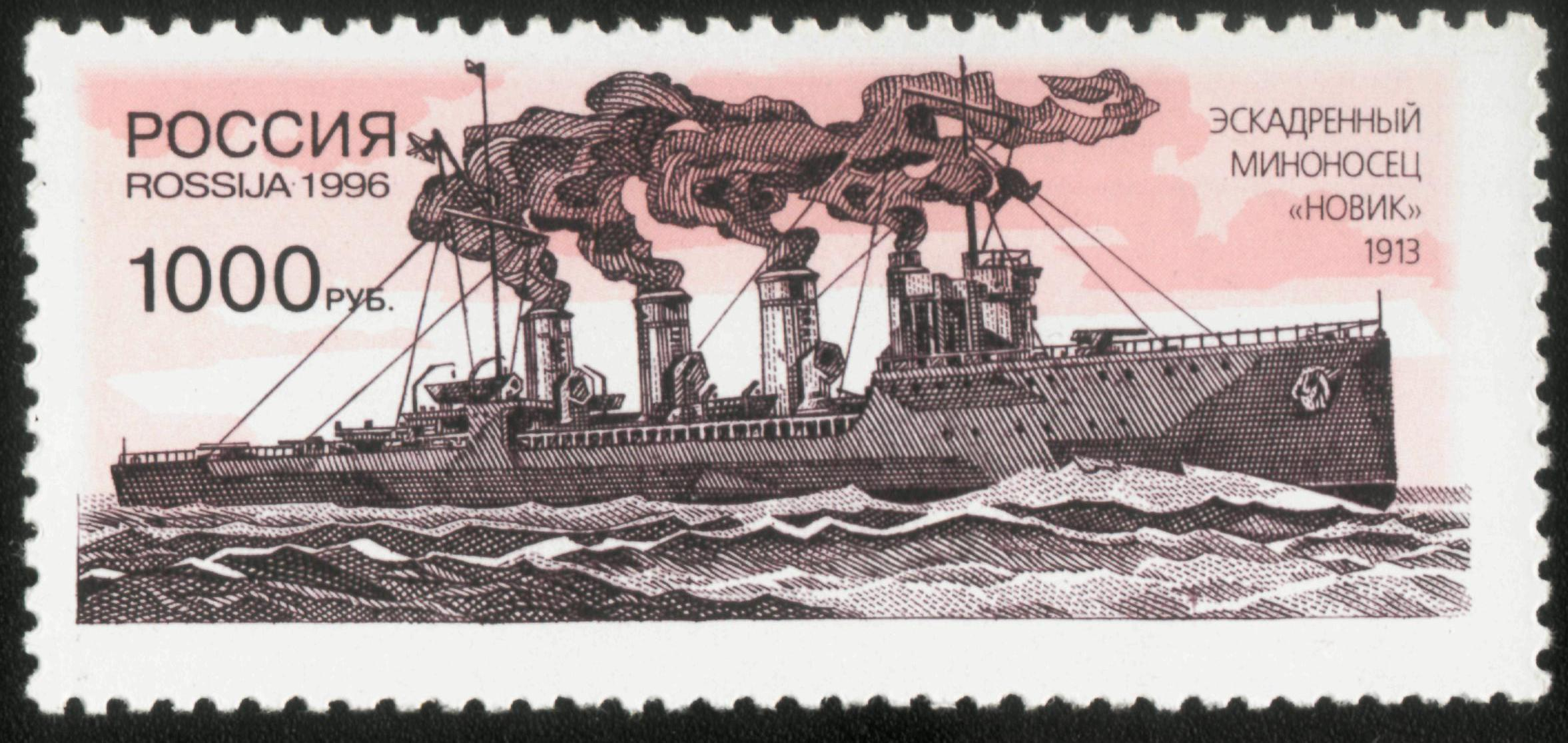
Эсминец на российской марке 1996 года

«Нови́к»; с 13 июля 1926 года «Яков Свердлов» — эскадренный миноносец Российского, позже советского флота. Спроектирован и построен на средства «Особого комитета по усилению военного флота на добровольные пожертвования». Первый предсерийный корабль. Серийные эсминцы — «Новики» — строились по переработанным проектам. На русских верфях, в 1911—1916 годах, в шести типовых вариантах, всего заложили 53 корабля. К началу Первой мировой войны являлся лучшим кораблём в своём классе, послужил мировым образцом при создании эскадренных миноносцев военного и послевоенного поколения. Первый эсминец российской постройки с паротурбинными двигателями и котлами высокого давления, отапливаемыми только жидким топливом.

## Проектирование
Опыт русско-японской войны показал возросшую роль минно-торпедного оружия, которое широко применялось в ходе боевых действий. Миноносцы широко использовались обеими воюющими сторонами и зарекомендовали себя как универсальные корабли, которые выполняли не только торпедные атаки и разведывательно-дозорную службу, но и минные постановки, и даже поддерживали приморский фланг сухопутных войск. В ходе войны на средства, собранные «Особым комитетом по усилению военного флота на добровольные пожертвования», были заказаны 18 минных крейсеров, которые являлись увеличенной версией стандартных 350-тонных миноносцев, составлявших основу минных сил. Хотя минные крейсера были более совершенными кораблями с увеличенным до 600—700 тонн водоизмещением, улучшенной мореходностью и усиленным вооружением, но всё же они не могли в полной мере выполнять задачи по сопровождению крупных кораблей при любом состоянии моря. В итоге после всех финансовых расчётов с заводами у «Особого комитета» оказались нереализованными более 2 млн рублей, которые было решено потратить на строительство корабля, в котором в полной мере был бы учтён опыт войны.
По инициативе «Особого комитета» в декабре 1905 г. Морской технический комитет (МТК) провёл совещание по этому поводу. Председательствовал бывший командующий 2-й Тихоокеанской эскадрой З. П. Рожественский. На совещании решался вопрос о развитии минных сил. Часть участников предлагала строительство минных крейсеров увеличенного водоизмещения, а другая — малых миноносцев прибрежной обороны. Большинство (14 против 9) высказывалась за строительство минных крейсеров. Основные характеристики предлагались на следующем уровне: скорость 28-30 узлов, вооружение из шести — восьми длинноствольных орудий (2 × 120-мм, 6 × 47-мм или 4 × 75-мм), четыре пулемёта, три 450-мм минных аппарата, паровые котлы с нефтяным отоплением, дальность не менее 3000 миль на 12 узлах. Предложение Рожественского ограничить водоизмещение уровнем 750 тонн принято не было. Вопрос о типе машинной установки остался открытым, хотя присутствующие на совещании инженеры-механики высказывались за паровые турбины. Особое внимание уделялось обеспечению непотопляемости, прочности корпуса и отсутствию вибраций на полном ходу. В итоге окончательное решение принято не было, но его можно считать отправной точкой для разработки турбинных эскадренных миноносцев нового типа.
Летом 1907 г. «Особый комитет», не получивший никаких официальных указаний от Морского ведомства по решению этой проблемы, образовал техническую комиссию по выработке заданий на проектирование быстроходного турбинного миноносца. Оперативно-тактическое задание (ОТЗ) на разработку проекта перспективного 36-узлового паротурбинного минного крейсера разработал русский Морской генеральный штаб, впервые в мире определив его в качестве многоцелевого минно-торпедно-артиллерийского корабля, предназначенного для разведки, постановки минных заграждений в открытом море и крейсерских набеговых операций…. Особое внимание МГШ акцентировал на скорости, дальности плавания и мореходности будущего корабля. Он должен был выполнять боевые задачи в открытом море при ветре в 8-9 баллов и волнении 7-8 баллов, иметь скорость 35 узлов и дальность порядка 1800 миль (86 часов непрерывного хода на 21 узлах). Водоизмещение ограничивалось в 1000 тонн. Вооружение — два 120 мм орудия и два спаренных 450-мм торпедных аппарата (2 запасные торпеды на верхней палубе).
Технические условия для проектирования были разработаны Морским Техническим комитетом (МТК) под руководством выдающихся учёных-кораблестроителей А. Н. Крылова, И. Г. Бубнова и Г. Ф. Шлезингера. Условия были следующие: водоизмещение 1000 т, скорость при полной нагрузке 33 узла, вооружение из двух 120-мм пушек, 4 пулемётов и трёх 450-мм минных аппаратов, главная энергетическая установка — турбины Парсонса. 11 февраля 1908 г. «Особый комитет» отправил эти условия ряду судостроительных заводов с просьбой сообщить в двухдневный срок стоимость и сроки постройки подобного корабля. Полученные ответы показали, что поставленная задача является сложной для решения, и, главное, заводы не высказали желания заниматься этой проблемой без гарантии получения заказа на постройку.
В связи с возникшими проблемами было решено объявить международный конкурс на проектирование «миноносца 36-узловой скорости» с правом предоставления заводу-победителю такого заказа. Приглашения были разосланы в середине 1908 г, а с октября от них стали поступать проекты корабля. В январе 1909 г комиссия подвела итоги. Рассматривались проекты четырёх русских заводов (иностранные были отвергнуты ещё на предварительном этапе как не удовлетворяющие условиям конкурса): Адмиралтейского, Крейтона, Невского и Путиловского. В итоге победителем был признан проект Путиловского завода, разработанный под руководством инженеров Д. Д. Дубицкого (по механической части) и Б. О. Василевского (по судостроительной части).
Решение о передаче заказа на строительство Обществу Путиловских заводов утверждено на общем собрании «Особого комитета» 4 июля 1909 г, и 29 июля представителями завода и комитета был подписан договор. Корабль следовало предъявить к испытаниям в течение 28 месяцев со дня подписания договора и сдать в казну не позднее 1 августа 1912 года. За постройку «Особый комитет» обязывался заплатить 2 млн. 190 тыс. руб. Подробно оговаривались условия испытаний и штрафы за превышение углубления, недобор скорости и недостаточную остойчивость.
Рабочее проектирование осуществлялось в 1909—1910 годы Путиловским заводом совместно с германской фирмой «Вулкан», которая обязалась спроектировать, изготовить и установить на корабль мощную и компактную трёхвальную котлотурбинную установку, в значительной степени определяющую возможность реализации проектных тактико-технических требований. Проектирование осуществляли группы под руководством вышеупомянутых Д. Д. Дубицкого (по механической части) и Б. О. Василевского (по судостроительной части). Наблюдение за постройкой было возложено на подполковника Корпуса корабельных инженеров (ККИ) Н. В. Лесникова и штабс-капитана ККИ В. П. Костенко, по механической части — на штабс-капитана Корпуса инженер-механиков флота (КИМФ) Г. К. Кравченко. Старший строитель К. А. Теннисон.

## Постройка и испытания
В 1910 году, когда накануне закладки корабля решался вопрос о включении его в списочный состав Балтийского флота, герой русско-японской войны, начальник морских сил Балтийского моря — вице-адмирал Н. О. Эссен, лично обратился к Императору с просьбой присвоить новейшему русскому «минному крейсеру» название «Новик», в память о крейсере 2-го ранга («лёгком миноносном крейсере»), которым он командовал в 1902—1904 годах.
Корабль был заложен 19 июля 1910 года на Путиловском заводе в Петербурге в присутствии морского министра И. К. Григоровича, 4 апреля 1911 года зачислен в списки БФ и спущен на воду 21 июня 1911 года.
1 мая 1912 года «Новик» вступил в кампанию. 17 мая на мерной миле у острова Вульф была развита скорость в 35,8 узла, то есть недобор до контрактной скорости составил 0,2 узла. Несмотря ни на замену винтов, ни на тщательную регулировку системы нефтяного отопления, на пробегах 18 июня и 1 июля контрактную скорость развить не удалось (средняя скорость 35,85 узла). После вторичной замены винтов 30 июля эсминец развил 35,275 узла. В итоге комиссия признала невозможным выполнение контрактных условий при данном состоянии главной энергетической установки. Поэтому фирма «Вулкан», являющаяся её изготовителем, чтобы не потерять лицо и приобрести дополнительный опыт в проектировании, производстве и испытаниях машинной установки корабля, не имеющего аналогов ни в одном из флотов мира, предложила за свой счет провести комплекс работ по увеличению поверхности нагрева котлов, замене питательных донок и вентиляторов. Предложение было принято и работы намечены на лето 1913 года.
28 — 30 августа в районе о. Бьорке провели испытания торпедного вооружения как на стоянке, так и на скоростях 18 — 34 узлов. В итоге комиссия постановила установить звонки и специальные указатели, так как на большой скорости свист ветра и шум вентиляторов заглушал команды. 5 — 6 сентября испытывались на прочность подкрепления под орудия — остаточных деформаций не наблюдалось. Из осенних походов установили, что корабль имеет чрезмерную метацентрическую высоту (0,8 — 1,13 м) и порывистую качку. Путиловский завод для решения проблемы предлагал установить цистерны Фрама, указывая, что боковые кили уменьшат скорость примерно на 1,5 узла.
Весной корабль подготовили к переходу в Германию, сняв вооружение и выгрузив боезапас. 17 мая 1913 года «Новик» прибыл в Штеттин. За 3 месяца завод выполнил весь необходимый объём работ: заменил котлы, питательные донки, вентиляторные машинки. Длина носового котла увеличилась на 213 мм, а остальных — на 294 мм; паропроизводительность увеличилась на 15 %. Над котельным отделением установили кожух, так как высота новых котлов была выше прежних на 325 мм. Водоизмещение увеличилось до 1296 тонн.
На ходовых испытаниях 21 августа «Новик» легко достиг средней скорости за три предварительных пробега в 36,92 узла (1360 т., 42800 л. с.) и максимальной 37,3 узла. 27 августа состоялись официальные испытания котлов и механизмов на полном ходу. Испытания признали успешными: за три часа средняя скорость составила 36,82 узла (41980 л. с., водоизмещение на 141 т. больше нормального), наибольшая — 37 узлов. Среднюю скорость на полном ходу согласились считать равной 36,2 узла. 29 августа испытания признали законченными, а корабль — годным к приёму в казну.

## Конструкция

### Общий архитектурный облик
Главными отличиями головного корабля от последующих серийных эсминцев был четырёхтрубный силуэт, две надстройки и трёхвальная энергетическая установка. В остальном — две мачты, высокий полубак, простирающийся на четверть длины корабля, сплошная главная палуба и палуба полубака — он являлся образцом для последующих эсминцев.

### Корпус и надстройка
Корпус клёпаный. Наибольшая длина 102,43 м, наибольшая ширина 9,53 м, удлинение L:B=10,75. Особое внимание при проектировании было уделено к обеспечению продольной прочности при волне длиной 100 м и высотой 5 м. Для этого в наборе корпуса использовалась высокопрочная сталь с временным сопротивлением разрушения 55−70 кг/мм² и пределом упругости 28 кг/мм².
Система набора смешанная с длиной шпации 560 мм. Счёт шпангоутов − с кормы в нос. Главной особенностью конструкции корпуса было использование продольной системы набора в районе котельных и машинных отделений (41−139 шп.), предложенная И. Г. Бубновым. Она состояла из 8 мм вертикального киля высотой 1050 мм с двойными стальными угольниками по верхней и нижней кромкам, 2 днищевых и 1 бортового стрингера на каждом борту, по одному карлингсу (350×1-1,5 мм) на борт. Вся эта конструкция в совокупности с 4-мм настилом второго дна и верхней палубы, продольными переборками (3,5 м от диаметральной плоскости), 6−9 мм наружной обшивкой и 11,5 мм палубным стрингером, образовывали достаточно жесткую конструкцию, которая могла противостоять продольному изгибающему моменту в любых эксплуатационных условиях. Двойное дно простиралось на протяжении главной энергетической установки (41−139 шп.). Междудонное пространство разделялось флорами на отсеки, служившие для хранения топлива. Вне машинно-котельных отделений вертикальный киль, постепенно уменьшаясь, плавно переходил в вертикальный кованый форштевень и фигурный литой ахтерштевень.
Поперечный набор состоял из шпангоутов (двойные угольники толщиной 6 мм, связанные между собой бракетами − 4,5-5 мм листы) и бимсов верхней и жилой палуб (5-6 мм угольники). По поперечной схеме также набирался и полубак (4 мм обшивка и настил).
Непотопляемость обеспечивалась 9-ю главными водонепроницаемыми переборками на 14, 41, 55, 75, 96, 117, 139, 159 шп. до верхней палубы и на 175 шп. до палубы полубака. Кроме того, ещё 8 (на 20, 28, 37, 142, 146, 153, 165, 169 шп.) доходили до жилой палубы в оконечностях судна. Толщина листов: нижний пояс − 5 мм, верхний пояс − 3 мм.
Наружная обшивка состояла из 8 поясов, включая килевой пояс и ширстрек. Толщина листов убывала от 9 мм у килевого пояса и 8,5 мм у ширстрека до 6 мм. Соединение поясов заклёпками в 3 ряда.
Носовая надстройка состояла из носового мостика, боевой и ходовой рубки. Боевая рубка выполнена из листов хромистой стали толщиной 12,7 мм (стенки) и 6 мм (крыша). В районе компаса использовалась маломагнитная сталь. Ходовая (штурманская) рубка располагалась позади боевой и выполнялась из 3−3,5 мм стальных листов. Носовой мостик располагался поверх боевой и ходовой рубок, простирался на всю ширину корабля и поддерживался пиллерсами, связанными диагональными распорками.
Кормовая надстройка располагалась за четвёртой дымовой трубой и имела заметно большие размеры, чем у остальных кораблей серии. В ней размещались радиорубка и камбуз, оборудованный нефтяным отоплением. Крылья кормового мостика доходили до борта. Радиорубка (по терминологии начала 20-го века — радиотелеграфная или рубка беспроволочного телеграфа) была звукоизолирована. Стенки и потолок с воздушной прослойкой 45 мм из 3-х рядов 12-мм досок с 10-мм прослойками войлока. Поверх внутренних досок также 10-мм войлок. Пол также имел 45-мм воздушную прослойку, далее два 25-мм слоя досок с 15-мм прослойкой из пробки. Вся внутренняя поверхность — и пол, и стены, и потолок — покрывались линолеумом. Для уменьшения вибрации и нагрева от механизмов пол радиорубки был поднят над машинным кожухом. Телефон для связи с динамо располагался вне рубки.
В ходе капитального ремонта надстройки корабля подверглись перепланировке. Кормовая надстройка была расширена за счет размещения помещений штаба дивизиона, поста борьбы за живучесть. Радиорубка перенесена на место перед передней дымовой трубой. Расширили носовой мостик и сделали его крытым. Кроме того вместо мачт-однодревок установили треногие мачты.

### Энергетическая установка
Эсминец «Новик» являлся первым российским кораблём с паротурбинной силовой установкой, работающей только на жидком топливе. Паровые турбины предусматривались и в проекте линкоров типа «Севастополь», и крейсеров типа «Светлана», но на линкорах отопление было чисто угольным, а на крейсерах — смешанным.
Сама котлотурбинная установка корабля состояла из трёх паровых турбин «Кертис — А. Е. Г. Вулкан» и шести паровых водотрубных котлов типа «Вулкан». Машинная установка полностью изготовлялась на заводе фирмы «Вулкан» в Штеттине, Германия. Компоновка ГЭУ линейная — сначала располагались 6 котлов в трёх котельных отделениях, а затем паровые турбины — 2 в носовом МО и 1 в кормовом. Дымоходы котлов имели следующую компоновку: от котлов № 1 и № 6 в собственные дымовые трубы (первая и четвёртая соответственно), котлы № 2 — 5 попарно во вторую и третью. Паровые турбины прямодействующие, то есть вал турбины соединялся непосредственно с гребным винтом (включая несколько промежуточных валов). Каждый агрегат состоял из турбины высокого давления (ТВД), турбины низкого давления (ТНД) и турбины заднего хода (ТЗХ). Все составные части располагались на одном валу и в одном кожухе. По техническому заданию мощность ТЗХ должна была составлять не менее 35 % мощности турбин переднего хода — ТПД (ТВД и ТНД). Общая контрактная мощность 42000 л. с. (неофициально до 42800 л. с.) при 640 об/мин, что позволяло развить скорость при форсировании до 37,3 узлов. Скорость полного хода составляла 36 узлов, экономического — 21 узел. Турбины передавали по валопроводам вращающий момент на движители — 3 трёхлопастных бронзовых гребных винта диаметром 2,4 м с шагом 2,3 — 2,2 м.
На корабле использовались паровые водотрубные котлы треугольного типа — по два в каждом котельном отделении. Производительность котлов по 50 т/ч (котёл № 1 — 40 т/ч) — итого 290 т/ч. Котлы имели поверхность нагрева 850 м² (№ 1 — 720 м²) — итого 4970 м². Котлы вырабатывали пересыщенный пар под давлением 17 кг/см² при температуре 203 °C. Питание котлов водой производилось при помощи поршневых питательных насосов — по два на КО. Для питания КО с двумя котлами устанавливались насосы удвоенной мощности. Для подогрева питательной воды применялись подогреватели системы «Норман» (по одному на КО), работавшие на отработанном («мятом») паре, и позволявшие подогревать питательную воду до 60 — 80 °C перед её подачей в котёл. Цистерны для питательной воды (две по 13 т) располагались перед носовым котельным и позади кормового машинного отделений.
Запас топлива составлял 351 т нефти, которая хранилась в междудонных отсеках (42 — 139 шп.). Дополнительное топливо могло приниматься в бортовые цистерны (75 — 117 шп.) — общий запас до 418 т. Запас хода 740 миль на полной скорости (34 узла) и 1760 миль на экономической скорости (21 узел).

### Обитаемость
По сравнению с эсминцами предыдущих поколений «Новик» имел совершенно иное, более удобное распределение жилых помещений. Отличие заключалось в том, что каюты командира, офицеров и кают-кампания находились под полубаком, в непосредственной близости от носового мостика, а также боевой и ходовой рубок. Но в последующем, увеличение экипажа привело к ухудшению его бытовых условий. Кроме вышеперечисленных помещений к офицерским относились буфет, ванная и офицерский гальюн. Из мебели каждая офицерская каюта оснащалась койкой, шкафом, складным умывальником, письменным столом, стулом и вешалкой.
Нижние чины располагались в двух кормовых и одном носовом кубриках. Спальные места были в виде рундуков, коек и гамаков. Чемоданы команды хранились в рундуках, а коечные сетки — на мостиках. Кондукторские помещения, рассчитанные на 6 человек, располагались в кормовой части и были оснащены рундуками, располагавшимися в два яруса, шкафами для одежды и книг, обеденным столом, стульями и пр.
Камбуз располагался под кормовым мостиком. Плиты имели нефтяное отопление. Кроме того имелись офицерская плита, командный самовар, шкафы для провизии, стол и полки. При модернизации и увеличении численности команды и оборудования дополнительных помещений для штаба, камбуз также был расширен.
При отделке жилых помещений борта обшивались пробковыми пластинами с воздушной прослойкой, переборки окрашивались белой лаковой краской. Полы покрывались 5 мм линолеумом, а в гальюнах и ванных пол — колотый мрамор на цементе. Шкафы, столы (как обеденные так и письменные), рундуки и умывальники стальные. Стулья гнутые буковые, а остальная мебель из ясеня.

## Вооружение

### Артиллерийское вооружение
Вооружение эсминца составляли 4 × 102-мм (4-дюймовых) скорострельных пушки производства Обуховского завода. Расположение орудий следующее: одно − в носовой части перед мостиком (159 шп.), а 3 − в кормовой части (14, 41, 56 шп.). Боезапас составлял по 160 унитарных артиллерийских выстрелов на ствол — итого 640. К началу Великой Отечественной войны боезапас увеличили до 810 патронов. Патроны хранились в двух артиллерийских погребах. Подача осуществлялась двумя элеваторами, приводимыми в действие электромоторами или вручную. Дополнительным вооружением служили два — четыре 7,62-мм пулемёта системы «Максим». Две тумбы находились на носовом мостике, две — на верхней палубе у камбузной рубки. Боезапас — 810 патронов на ствол. Подсветка целей в ночное время осуществлялась боевым 60-см прожектором фирмы «Сперри».
Боезапас — унитарный патрон весом 30 кг со снарядом весом 17,5 кг и гильзой с зарядом весом 7,5 кг. В боекомплект орудия входили снаряды: фугасный, осколочно-фугасный, практический, шрапнель, ныряющий, осветительный беспарашутный. Начальная скорость фугасного снаряда при массе заряда 5,2 кг — 823 м/с.
Для управления огнём артиллерии на корабле устанавливалась система управления огнём типа Гейслера. Она состояла из двух задающих приборов углов прицела и целика, размещавшихся в боевой рубке, и четырёх комплектов приёмной аппаратуры у каждого из орудий. Кроме того орудия оснащались звонками и ревунами для сигнализации момента производства выстрела и залпа. Дистанция до цели определялась при помощи 9-футового (база 2745 мм) стереоскопического дальномера фирмы «Барр и Струд», который располагался на носовом мостике на банкете.
Зенитная артиллерия была представлена 76,2-мм зенитной пушкой системы Лендера, которую установили на юте зимой 1914-15 годов. Боезапас в 300 патронов разместили в минной кладовой.
В ходе восстановительного ремонта изменилось расположение артиллерии − увеличили угол возвышения орудий до 30° и переустановили три орудия за кормовой надстройкой (на 15, 28 и 35 шп.). Зенитная пушка Лендера осталась на своём месте − на юте. Также в носовой части кормового мостика установили 37-мм автомат системы Максима. В дальнейшем он был заменён на 45-мм полуавтоматическую пушку 21-К. В 1930-х годах к пулемётам Максима добавили два 12,7-мм ДК. В 1940 году установили ещё одну зенитку Лендера (возможно) и полностью заменили состав зенитных пулемётов — теперь эсминец нёс 4 ДШК. Дальномер «Барра и Струда» оставили на прежнем месте и добавили 1,5-м ДМ-1,5 на кормовом мостике. Боевой 60-см прожектор «Сперри» был заменён на советский МПЭ-э 6,0 того же диаметра.

### Минно-торпедное и противолодочное вооружение
Торпедное вооружение корабля состояло из четырёх двухтрубных торпедных аппаратов калибра 450 мм. Все аппараты располагались в диаметральной плоскости: № 1, 2 и 3 последовательно между 1-й и 4-й трубами, а № 4 — между 3-м и 4-м орудиями. Торпеды хранились в аппаратах, причём запасных торпед не предусматривалось. Для погрузки торпед и их подачи в аппараты имелись переносные минные балки с ручными лебёдками. Зарядные отделения самодвижущихся мин (торпед) Уайтхеда хранились отдельно в минном погребе.
Несмотря на несомненное достоинство, связанное с более чем в двукратным увеличении торпед в залпе по сравнению с кораблями предыдущих типов, основным недостатком «Новика» и последующих двух серий эсминцев для Черноморского флота были как раз торпедные аппараты. Двухтрубные торпедные аппараты Путиловского завода имели следующие недостатки: жёстко скреплённые трубы, невозможность слежения за целью (отсутствие муфты Дженни в зубчатой передаче), медленное механическое вращение аппарата, конструкционный дефект затвора зарядника.
В процессе капитального ремонта торпедное вооружение было полностью заменено: кормовой аппарат № 4 был демонтирован, а оставшиеся три были заменены на трёхтрубные ТА образца 1913 года, в котором были устранены основные недостатки двухтрубного ТА, позволив такие возможности как залповая стрельба веером по площадям, регулирование скорости вращения аппарата (наличие муфты Дженни). В новом варианте вооружения запасные торпеды также не предусматривались. Управление торпедной стрельбой осуществлялось при помощи прицелов Михайлова М-1, которые стояли на крыльях мостика. Также во время Первой мировой войны была установлена ПУТС фирмы «Эриксон». В дальнейшем при ремонтах специализированные ПУТС на корабль не устанавливались.
Согласно ТТТ «Новик» мог принимать до 50 мин заграждения, для постановки которых корабль впервые оборудовали постоянными рельсами и минными скатами. Кроме того, на эсминце испытывались бортовые минные скаты, установленные на 121 шп. под углом в 20° к траверзу в сторону кормы. Скаты выступали за борт на 1,5 м под углом 20°. Конструкция оказалась неудачной — скорость корабля при постановке ограничивалась 24 узлами вместо 30 и более при постановке мин с кормы, кроме того не исключалось попадание мин под гребные винты. В качестве противоминного вооружения в 30-х годах эсминец получил два паравана-охранителя К-1.
Для борьбы с подводными лодками эсминец мог принимать до 10 глубинных бомб типов 4В-Б или 4В-М. В дальнейшем их заменяли на более совершенные ББ-1 и БМ-1 (до 8 и 20 соответственно). Бомбы хранились на верхней палубе на стеллажах и сбрасывались за борт вручную (ранние типы) или при помощи тележек, рассчитанных на 4 большие или 5 малых ГБ.

### Радиотехническое вооружение и средства связи
Радиорубка на эсминце располагалась под кормовым мостиком. При вступлении в строй корабль имел один длинноволновый передатчик типа «МВ» (Морского ведомства) обр.1911 г. мощностью 2 кВт и дальностью связи до 200 миль, а также два ламповых приёмника с диапазоном 300—1900 м. Эсминец оснащался также радиофонами мощностью 30 Вт.
Внутрикорабельная связь осуществлялась с помощью переговорных труб, телефонов и звонков. Переговорные трубы изготовлялись из красномедных труб диаметром 45 мм с латунными раструбами и свистками. Основные коммуникации проходили с ходового мостика и боевой рубки к орудиям, ТА, в МО, к рулевой машине, к кормовому мостику, от орудий в погреба, из МО в КО. Телефонная сеть связывала боевую рубку с носовым и кормовым мостиками, орудиями, прожекторами, радиорубкой, МО и румпельным отделениями. Каюта старшего механика связывалась с МО и КО. Кроме того боевая рубка связывалась с салоном командира дивизиона, кабинетом командира, кают-компанией и канцелярией.
Световизуальная связь осуществлялась при помощи сигнального прожектора на площадке фок-мачты, фонарей системы Семёнова, фонарей системы «Ратьер», стереотруб СТБ, дневных и ночных биноклей, сигнальных флагов и сигнальных ракет.
В ходе модернизаций средства связи постоянно совершенствовались. В 1931—1932 годах на «Новике» установили систему приёмно-передающей радиоаппаратуры «Блокада-1», а в ходе второго капитального ремонта в 1937—1940 годах — усовершенствованную систему «Блокада-2». Имелась в наличии радиотелефонная УКВ станция «Рейд».

### Штурманское вооружение
Штурманское вооружение корабля состояло из 3-х 5-дюймовых (127-мм) магнитных компасов с пеленгаторными устройствами, секстанта, хронометров и прокладочного инструмента. Главный магнитный компас на высоком нактоузе располагался по центру ходового мостика. Путевые компасы рядом со штурвалами на мостике и в боевой рубке. В наличии имелось также два 75-мм шлюпочных компаса. Глубина измерялась механическим лотом Томсона, а также ручными лотами. Скорость измерялась вертушечным лагом Уокера. Посты управления находились на мостиках и в боевой рубке.
В 1931 году на «Новике» прошли испытания первого советского гирокомпаса «ГУ марка 1», репитеры которого вывели во все посты управления кораблём. Вертушечный лаг был заменён на электромеханический «ГО марка-III».

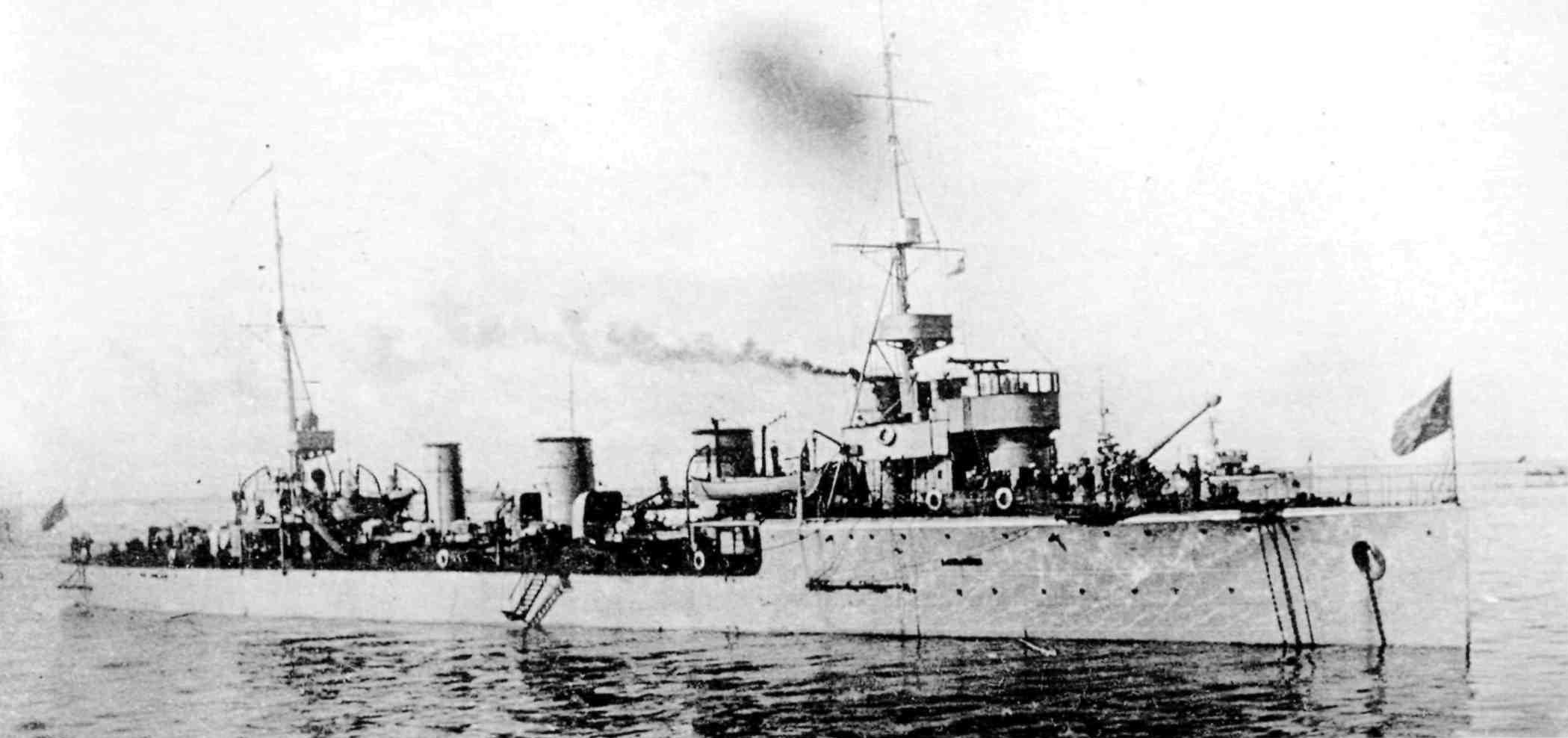
«Яков Свердлов» 1927—1941

## История службы

### Служба в Российском Императорском Флоте
На начало Первой мировой войны был единственным современным эсминцем в БФ и числился в бригаде крейсеров. 18 июля 1914 года, ещё до начала боевых действий, в составе бригады в районе мыса Дагерорт прикрывал постановку центрального минного заграждения. 19-21 и 26 августа выходил в море на разведку и поиск кораблей противника, в ночь с 19 на 20 августа выпустил 4 торпеды по крейсеру «Аугсбург», не попавшие в цель.
С наступлением длинных тёмных ночей командующий Балтийским флотом Н. О. Эссен решил провести минные постановки у берегов противника. Для этих целей были выделены «Новик» и полудивизион особого назначения (ЭМ Пограничник, Стрелок, Генерал Кондратенко, Охотник). Причём «Новик» должен был действовать самостоятельно, ставя мины в Данцигской бухте, к западу от банки Штольпе.
С 4 по 16 октября несколько раз выходил на постановку, но операция каждый раз откладывалась. 18 октября в 7:30 вышел совместно с полудивизионом на постановку в район Мемеля. Но из-за шторма и сильной бортовой качки (до 36°) вынужден был снизить скорость, а затем лечь на обратный курс. 19 октября вместе с полудивизионом вернулся в Моонзунд. 23 октября и 10 ноября вновь участвовал в минных постановках. В результате на минах подорвались несколько кораблей. 2 декабря, возвратившись из очередной отменённой операции, в Ревеле при швартовке к минзагу «Нарова» ударился в борт заградителя и погнул форштевень. С 4 по 18 декабря ремонтировался в доке в Гельсингфорсе. 21 декабря вернулся в Ревель на зимовку.
В ходе кампании 1915 года минные постановки продолжились (Ирбенский пролив, район Либавы). Осуществлял деятельность по предотвращению прорыва немецкого флота в Рижский залив (постановка мин, дозорная служба). 4 августа 1915 года вступил в бой с двумя новейшими германскими эсминцами «V-99» и «V-100», прорвавшимися через заграждения, артиллерийским огнём нанес им серьёзные повреждения, не имея попаданий (в бою 2 члена экипажа получили лёгкие осколочные ранения). «V-99», повреждённый огнём «Новика», подорвался на 2-х минах, выбросился на берег у Михайловского маяка с потерей в 21 убитого члена команды и через 2 часа был подорван командой. За этот бой командир корабля Беренс и артиллерийский офицер лейтенант Федотов 8 сентября были удостоены ордена Святого Георгия 4-й степени. В течение июля-сентября 1915 года осуществлял прикрытие ЛК «Слава». 15-21 сентября проходил ремонт в доке, где исправлял винты, повреждённые 4 августа при взрыве 305-мм снаряда за кормой. 25 сентября у Оденсхольма спас гидроплан лётчика Мусгяца, севший на воду из-за неисправности. 29-30 октября и 22-23 ноября совместно с линкорами Гангут и Петропавловск осуществлял прикрытие 1-й БР КР по постановке минного заграждения у о. Готланд. Участвовал в набеге на немецкие дозорные корабли в центральной Балтике. 24-25 декабря отбуксировал к Ревельскому рейду эсминец «Забияка», подорвавшийся на мине у Дагерорта.
В июне 1916 года «Новик» принял участие в нападении русских кораблей на германские транспорты с железной рудой в Норчёпингской бухте, когда совместно с эсминцами «Гром» и «Победитель» впервые произвёл залповую стрельбу торпедами по площади и потопил транспорт «Герман».
26 июня 1916 года при переходе в Гельсингфорс у Наргена на скорости 17 узлов выскочил на камни по 1-е МО. Был снят ледоколом «Петр Великий» только с третьей попытки и отбуксирован в Гельсингфорс, где встал на ремонт в Сандвикский док до 13 августа. С 22 августа и до конца кампании находился в Моонзунде. 17 и 22 сентября выходил на поиск подлодок противника, но безрезультатно. В начале октября осуществил минную постановку у маяка Стейнорт, а также поиск немецких миноносцев в районе плавучего Сарыческого маяка. 2 ноября вместе с эсминцем Десна перешёл в Рогокюль. 12 декабря перешёл в Гельсингфорс на ремонт.

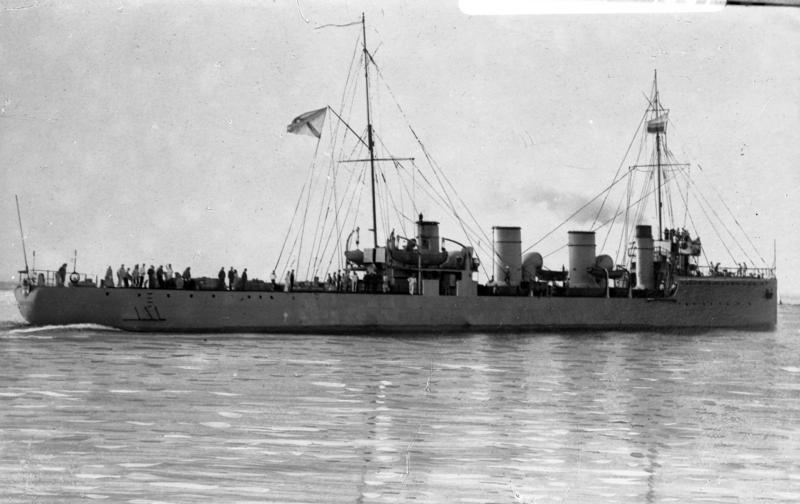

В течение мая 1917 года стал флагманским кораблем минной дивизии Балтийского флота. Принимал участие в обороне Моонзундского архипелага. В ноябре 1917 года перешёл в Петроград для проведения капитального ремонта. 25 октября 1917 года вошёл в состав Красного флота. 9 сентября 1918 года выведен из боевого состава и сдан Петроградскому порту на долговременное хранение.

### Служба в период между войнами
После окончания Первой мировой и Гражданской войн встал вопрос о восстановлении армии и флота. Ещё в марте 1921 года X съезд РКП(б) принял решение о возрождении и укреплении флота. 29 октября 1924 года СТО СССР утвердил доклад Высшей правительственной комиссии о выделении средств на достройку и капитально-восстановительные ремонты части эсминцев, в том числе и «Новика», переименованного в «Яков Свердлов».
Эсминец прошёл ремонт с 1 декабря 1926 года по 30 августа 1929 года на Северной судостроительной верфи. В ходе ремонта было принято решение о переделке «Новика» в штабной корабль дивизиона, что потребовало увеличения жилых и служебных помещений, изготовления новых надстроек. Четыре двухтрубных торпедных аппарата были заменены на три трёхтрубных. Модернизация вызвала существенное увеличение водоизмещения: стандартное — 1771 т, полное — 1951 т.
В 1940 году эсминенц прошёл вторую модернизацию, в результате которой было увеличено его водоизмещение и усилена огневая мощь.
Перед Великой Отечественной войной «Яков Свердлов» входил в состав отряда учебных кораблей Высшего военно-морского училища имени М. В. Фрунзе, а с началом войны был включён в 3-й дивизион эсминцев эскадры Балтийского флота.
В первые два месяца войны осуществлял задачи эскортирования, прикрытия действий разнородных сил флота, поиска кораблей и подводных лодок противника, а также огневой поддержки сухопутных войск. Некоторое время в июле 1941 года был флагманским кораблем флота (ФКП — флагманский командный пункт).

### Гибель эсминца и обнаружение его останков
В августе 1941 года под командованием капитана 2 ранга А. М. Спиридонова был включён в состав отряда главных сил, обеспечивших прорыв советских кораблей из Таллина в Кронштадт.
28 августа 1941 года в 5:00 вместе с эсминцами арьергарда был направлен в Минную гавань столицы советской Эстонии для эвакуации защитников города.
В 16:00 того же дня в составе эскадры, сформированной близ острова Нарген, начал движение от северной части острова. Вначале в голове строя шли пять тральщиков, далее ледокол, эсминец «Яков Свердлов», следом крейсер «Киров», подлодка и лидер эсминцев «Ленинград». Позже «Свердлов» получил приказ перейти на позицию 60° (чуть впереди) по левому борту «Кирова».
Описывая события, непосредственно предшествовавшие гибели эсминца, его капитан А. М. Спиридонов в своём рапорте указывал:

Подходя «к своему месту», я был огорошен событиями, чередующимися с молниеносной быстротой — с одного из тральщиков получен семафор: «У вас плавающая мина на носу. Уклонитесь». Сигнальщик левого борта докладывает: «Слева 60 градусов перископ подводной лодки». Обнаружив перископ в расстоянии 8 кабельтовых, я приказал старшему лейтенанту Орлову открыть огонь. Одновременно отдал приказание об изготовлении бомб и уже принял решение идти на лодку с целью таранить её и бомбить, как вдруг сигнальщик правого борта доложил: «„Киров“ застопорил ход». Оглянувшись, я обнаружил, что крейсер «Киров», двигаясь на самом малом ходу, спустил на беседку краснофлотца, который резал автогеном тралящую часть. В это же время командир отделения сигнальщиков доложил: «Слева след торпеды». Обнаружив в 2-3 кабельтовых след торпеды, я понял, что больше сделать ничего не могу, как только пожертвовать миноносцем. Кроме того, если я даже хотел уклониться от неё, то я ничего предпринять в данном положении не мог; это мне было известно, как бывшему начальнику кафедры торпедной стрельбы.— Почему капитан «Новика» не ушел в воду последним?
Дальнейшие события засвидетельствовали не только спасшиеся со «Свердлова», но и находившиеся на вахте моряки главного крейсера. Как пишет сигнальщик с «Кирова» Александр Панасенко, «„Яков Свердлов“ поднял сигнал „торпеда слева“ и дал звуковой сигнал сиреной», после чего увеличил ход и с разворотом влево принял торпеду на себя. Таким образом, ценой своей гибели эсминец спас крейсер: если бы «Новик» не подставил борт под торпеду, «Киров» скорее всего не дошёл бы до Кронштадта.
В 20:47 в результате взрыва, произошедшего, как показало погружение 2018 года к местонахождению останков «Якова Свердлова», в районе второй дымовой трубы, эсминец переломился пополам. Затонул он не сразу, что позволило спастись части экипажа и, возможно, пассажиров. Согласно рапорта А. М. Спиридонова, «корма получила автономность, где командовал мой помощник; последним было сойти невозможно, так как я находился у среза воды, а часть краснофлотцев находилась наверху (некоторые даже прыгали с форштевня, когда нос встал вертикально и стал тонуть в таком положении)». Тем не менее, погибло более 300 человек: 100 из команды «Якова Свердлова» и 200 из взятых им на борт защитников Таллина (по другим данным, 114 человек).
Место гибели корабля — как оказалось, в 10 милях от острова Мохни — определил российский историк Михаил Иванов по немецким архивным материалам, где сохранились данные об ошибочном бомбометании в 1943 году по некоему объекту, который немцы приняли за советскую подводную лодку Щ-406. Поскольку Щ-406 к тому моменту уже погибла у острова Большой Тютерс, историк предположил, что это мог быть один из боевых кораблей Таллинского прорыва.
В начале лета 2018 года в указанный историком район Финского залива вышло исследовательское судно «Yoldia» с российскими и финскими водолазами на борту. 16 июня 2018 года в районе мыса Юминда на глубине 75 метров водолазы обнаружили две части корпуса эсминца: носовую, перевёрнутую вверх килем, и кормовую с орудиями и надстройкой, лежавшую на ровном киле. На корме сохранился герб СССР и чётко читаемое название корабля «Яков Свердлов». На кормовой палубе водолазы сфотографировали три 102-миллиметровых орудия главного калибра, а также характерную для этого эсминца надстройку с запасным штурвалом и машинным телеграфом.
Обнаружение остова «Якова Свердлова» поставило точку в теории о гибели эсминца от торпеды подводной лодки. Место обнаружения эсминца находится на восточном краю немецко-финского минного заграждения «Юминда», ровно на минной линии D.27, состоявшей из мин EMC (250кг ВВ), на этой же минной линии, южнее остова «Якова Свердлова» российско-финская команда обнаружила еще три остова судов, погибших в ходе Таллинского прорыва. Нахождение «Якова Свердлова» на плотном минном поле исключает возможность атаки подводной лодки противника[прояснить]. К тому же архивные документы немецкого и финского флотов показывают, что ни одной подводной лодки противника в районе минного заграждения «Юминда» в период Таллинского прорыва не было.

## Командиры
- Капитан 2 ранга Д. Н. Вердеревский (1911 год — 20 января 1914 года)
- Капитан 2 ранга П. П. Палецкий (20 января 1914 — 27 апреля 1915 года)
- Капитан 2 ранга М. А. Беренс 2-й (27 апреля 1915 — 28 ноября 1916 года)
- Капитан 2 ранга А. К. Пилкин (28 ноября 1916 года — 1917 год)
- Н. Ю. Рыбалтовский 1918-?
- А. М. Лавров (1921 - 1922)
- И. П. Шабельский (26 мая 1927 — 13 января 1931 года)
- Капустин Андрей Степанович (10.1933-01.1934)
- В. И. Иванов (1934 год)
- В. Ф. Трибуц (декабрь 1934 декабрь 1936 года)
- Евсеев Александр Куприянович (12.1936-1938)
- Капитан 2 ранга А. М. Спиридонов (1940 год — август 1941 года)[7].